# Hans Geiler
 (avril 2018).
Si vous disposez d'ouvrages ou d'articles de référence ou si vous connaissez des sites web de qualité traitant du thème abordé ici, merci de compléter l'article en donnant les références utiles à sa vérifiabilité et en les liant à la section « Notes et références ».
Hans Geiler est un sculpteur du XVIe siècle, actif à Fribourg (Suisse) entre 1513 et 1534, où il possédait un atelier. Il devint vite le sculpteur le plus en vue de la ville et produisit une grande quantité de sculptures.

## La sculpture à Fribourg auXVIesiècle
Vers 1500, la ville de Fribourg devint un centre régional de production de sculptures. Plusieurs sculpteurs s'installèrent dans ce bourg de la Sarine et créèrent en quelques décennies un grand nombre de sculptures de qualité considérable. D'un point de vue formel et technique, ils prirent pour modèles les plus grands maîtres européens de leur période : Tilman Riemenschneider à Wurtzbourg, Michel Erhart et Niklaus Weckmann à Ulm, Jörg Lederer à Kaufbeuren ou les successeurs de Niclaus Gerhaert à Strasbourg. Les sculpteurs actifs à Fribourg livrèrent surtout les alentours proches. Ils travaillèrent néanmoins aussi pour Berne, Soleure ou Zurich et exportèrent occasionnellement leurs œuvres jusqu'en France ou en Italie.

## Les ateliers
Les sculpteurs du Moyen Âge travaillaient en atelier. Aux côtés du maître se trouvaient un à deux compagnons formés ainsi qu'un apprenti actif. Nous pouvons souvent attribuer les sculptures à un atelier précis grâce aux sources écrites, mais aussi aux critères stylistiques et techniques. À Fribourg, au XVIe siècle, on connaît cinq ateliers importants dirigés par : le Maître aux gros nez (1503-1508), Hans Roditzer (1504-1521), Martin Gramp (1508-1524), Hans Geiler (1513-1534) et Hans Gieng (1524-1562). 
Les sculpteurs du Moyen Âge créaient généralement leurs œuvres sur commande. Les commanditaires – riches bourgeois, hauts clercs, corporations, paroisses ou la ville elle-même – avaient une grande influence sur la forme et le contenu de l'œuvre : ils décidaient de la taille, choisissaient le matériau et définissaient ce qui devait être représenté. 
La production de sculptures médiévales et de retables était réglée par un contrat, occasionnellement accompagné d'un projet dessiné, en allemand « Riss ». Pour les sculptures indépendantes ou les reliefs, le sculpteur prenait pour modèle des gravures ou des compositions connues, développées au sein de l'atelier. Les sculptures terminées étaient en général entièrement polychromées. Le peintre complétait le travail du sculpteur avec de nombreux détails.
Dans les villes moyennes, tel Fribourg, les sculpteurs ne se limitaient pas à la production de sculptures proprement dites. Ils équipaient les bâtiments significatifs de lambris et plafonds en bois, produisaient des meubles de luxe et fournissaient des modèles pour des plaques de poêles en fonte ou en catelles, ainsi que parfois pour des sculptures en bronze. Ils réalisaient même de simples modèles d'arquebuses ou de briques, des réparations de sculptures, ou encore de très modestes rapiècements.

## Biographie
Hans Geiler arriva à Fribourg après 1513 et devint vite le sculpteur semi-officiel de la ville. En 1516, il acquit la bourgeoisie de Fribourg. Il vivait à la rue des Épouses, était membre de la corporation des Merciers et inspecteur et garde du poisson. On ne sait rien de sa situation familiale. D'un point de vue technique et stylistique, on peut distinguer deux périodes dans l'œuvre de Geiler. La première concerne les œuvres produites entre 1515 et 1520, et pourrait se définir autour du retable de Furno. Les sculptures de la deuxième période, entre 1525 et 1530, tel le retable d'Estavayer-Blonay dans l'église du monastère des dominicaines (actuellement au musée d'art et d'histoire de Fribourg), sont marquées par un plus grand réalisme.

## Style
Les sculptures de son atelier présentent une certaine mélancolie méditative. Elles semblent être absorbées par elles-mêmes et n'entrent pas en contact avec le spectateur. Les corps sont allongés, avec une petite tête et forment une courbe en « S ». Les vêtements aux nombreux plis ne laissent que peu transparaître le corps. Cependant, les compositions raffinées masquent habilement le manque de matérialité véritable, le mouvement peu naturel et l'anatomie approximative. À partir des années 1520, les sculptures acquièrent une présence physique plus forte, un regard plus direct et une stature plus droite. 
Les visages sont toujours de forme ovale, généralement inclinés sur le côté. Les yeux sont très caractéristiques du style de l'atelier, finement dessinés, ils sont marqués par des cernes et le regard est presque toujours dirigé vers le sol, donnant cet air de mélancolie si particulier. Les visages des femmes et des jeunes hommes sont d'un style délicat : peau lisse, nez longs et fins, lèvres minces, mentons pointus. Les hommes plus âgés sont caractérisés par des sourcils renflés, des pommettes saillantes, des pattes-d'oie, des rides verticales à la racine du nez ainsi que des barbes et mèches longues aux boucles régulières. On retrouve les mêmes plis de vêtements sur les différentes sculptures, réutilisés avec quelques variations.
Geiler a aussi produit de nombreux crucifix. Nous en connaissons une vingtaine. Ils présentent tous le même type. Le crucifié apparaît étiré sur la croix, oscillant légèrement sur la gauche. La tête est inclinée sur la droite, les yeux et la bouche légèrement ouverts. Les cheveux sont disposés en masse sur l'épaule droite. La couronne d'épines, souvent manquante, était faite de vraies branches.

## Technique
Les sculptures de l'atelier de Hans Geiler présentent plusieurs caractéristiques techniques qui les différencient de celles des autres ateliers. La première est le choix peu soigneux du bois. Geiler utilisait des matériaux grossiers et de nombreuses pièces rapportées. Les mains étaient généralement ajoutées, chevillées à l'intérieur de la manche. Les percées sur la surface du bois étaient bouchées par de grossiers blocs de bois. Il évidait le dos des sculptures à travers fil. 
Une particularité encore, est que certaines sculptures de l'atelier de Geiler constituent les premiers et uniques exemples du gothique tardif de Fribourg à être originellement partiellement peint, c'est-à-dire à laisser le bois apparent. Il s'agit d'une pratique singulière qu'on retrouve par exemple chez Veit Stoss, Tilman Riemenschneider ou Hans Brüggemann dès le début du XVIe siècle.

## La place de l'atelier de Hans Geiler dans l'histoire de l'art
On peut établir un lien entre le style de Geiler et les ateliers de Michel Erhart et Niklaus Weckmann à Ulm, ainsi que celui de Jörg Lederer à Kaufbeuren. Pour les crucifix, on peut aussi se reporter aux travaux de l'atelier de Tilman Riemenschneider à Wurtzbourg. Il paraît significatif que certaines œuvres, tels la Vierge de la collection Bollert à Munich ou le retable de la crucifixion de Paris, dont l'appartenance à la sculpture de Fribourg est encore très peu reconnue, étaient attribuées à des ateliers de Souabe.

## Geiler, leader du marché
Avec l'installation de Geiler à Fribourg en 1513, la ville est pourvue d'un seul coup de trois ateliers de sculpteurs. La structure du marché semble rapidement changer, Geiler se voit vite confier les commandes les plus importantes : celles de personnalités importantes du monde politique ou religieux (Peter Falck, Jean Furno ou Claude d'Estavayer) ou encore le retable de Grandson par les villes de Berne et de Fribourg.
Les deux autres sculpteurs, Hans Roditzer et Martin Gramp, semblent dès lors s'être concentrés sur des travaux de menuiserie et d'ébénisterie, dont certainement l'ameublement de l'hôtel de ville. Martin Gramp, d'après les sources, ne semblait plus recevoir de commandes de sculptures à proprement parler. Hans Roditzer quant à lui, se limitait à l'exécution de petits retables pour des paroisses de campagne. La situation semble être restée ainsi jusqu'à la mort de Roditzer (1521/22) et de Gramp (1524/25) et l'arrivée à Fribourg de Hans Gieng (1524 ou peu avant).

## Œuvres de l'atelier de Hans Geiler
- Vierge à l'enfant (Vierge Tièche) de l'église Saint-Nicolas de Fribourg, 1515-1520, musée d'art et d'histoire de Fribourg (MAHF, D 2006-533)
- Retable de Furno, vers 1518, église des Cordeliers, Fribourg
- Retable d'Estavayer-Blonay, 1527, église des Dominicaines, Estavayer-le-Lac[1]
- Fontaine de saint Georges de la place de l'Hôtel de ville de Fribourg, 1524-1525, musée d'art et d'histoire de Fribourg (MAHF 1975-394)
- Saint Diacre (Laurent ?), vers 1515-120, musée d'art et d'histoire de Fribourg (MAHF 2430)